# Rizinum
Rizinum (ilirski: Rhizon, grč.: Ῥίζων, lat.: Risinium) je bio ilirski grad koji se nalazio u blizini današnjeg Risna u Boki kotorskoj. Prvobitno ilirsko naselje kasnije prerasta u rimski grad.

## Povijest
Najraniji spomen mjesta datira iz 4. stoljeća prije Krista. Rizinum je bio glavna tvrđava u Ilirskoj državi u kojoj je kraljica Teuta izbjegla tijekom Ilirskog rata. Tijekom kratke vladavine ilirske kraljice Teute, Rizinum je postao prijestolnica njenog carstva. Tijekom tih razdoblja doneseno je nekoliko kovanica:
- kovanica grada (bronca)
- kraljevska kovanica kralja Balajosa (srebro i bronca)
- najvjerojatnije, kovanica s oznakom "kovanica iz Rizinumskog zaljeva" (srebro i bronca)

Kronologija ovih kovanica još uvijek nije precizno definirana, prije svega zato što o povijesnoj pozadini njihovog izdavanja i dalje malo zna. Gotovo da nema spomena u književnim izvorima grada Rizinuma. 